# Woodsboro, Texas
Woodsboro là một thị trấn thuộc quận Refugio, tiểu bang Texas, Hoa Kỳ. Năm 2010, dân số của thị trấn này là 1512 người.

## Dân số
- Dân số năm 2000: 1685 người.
- Dân số năm 2010: 1512 người.